# Даниелян, Оганес (боксёр)
Ованес Даниелян (арм. Հովհաննես Դանիելյան; англ. Hovannes Danielyan) — армянский боксёр-любитель, чемпион Европы (2008), участник чемпионата мира 2007 года, участник XXIX Летних Олимпийских игр в Пекине в 2008 году, в весовой категории до 48 кг. Дошёл до второго раунда турнира.

## Спортивная карьера
Чемпионат Европы по боксу 2006
- 1/8 финала: победа по очкам (28:23) над молдавским боксёром Вячеславом Гойяном
- 1/4 финала: победа по очкам (33:19) над азербайджанским боксёром Джейхуном Абиевым
- 1/2 финала: поражение от победителя чемпионата за явным преимуществом в третьем раунде россиянина Давида Айрапетяна